# Ambrose Madtha
Ambrose Madtha (Belthangady, 2 de novembro de 1955 - Biankouma, 8 de dezembro de 2012) foi um clérigo católico romano indiano e diplomata da Santa Sé.

## Biografia
Ambrose Madtha nasceu em Belthangady, perto de Mangalore, uma cidade portuária no estado de Karnataka, no sul da Índia. Três irmãos eram religiosos. Ele estudou Economia (Mestrado) na Universidade Rashtrasant Tukadoji Maharaj Nagpur e Educação (Bacharelado) na Universidade de Lucknow. Ele então entrou no Seminário St. Charles em Nagpur e estudou filosofia e teologia.
O bispo de Lucknow, Cecil DeSa, o ordenou sacerdote em 28 de março de 1982. Ele recebeu seu doutorado em direito canônico pela Pontifícia Universidade Urbaniana de Roma.
Em 1990 ingressou no serviço diplomático da Santa Sé. Trabalhou nas nunciaturas apostólicas em Gana, El Salvador, Geórgia, Albânia e Taiwan.
O Papa Bento XVI nomeou-o em 8 de maio de 2008 Arcebispo Titular de Naissus e Núncio Apostólico na Costa do Marfim. O Cardeal Jean-Louis Tauran deu-lhe a consagração episcopal em 27 de julho de 2008; os principais co-consagradores foram Albert D'Souza, Arcebispo de Agra, e Gerald John Mathias, Bispo de Lucknow. Ele foi eleito decano do corpo diplomático da Costa do Marfim.
Após as eleições de 2010/11 na Costa do Marfim, ele tentou mediar entre o governante anterior, Laurent Gbagbo, e o vencedor, Alassane Ouattara. Uma missão delicada, já que Gbagbo foi favorecido pelos bispos católicos do país, mas Ouattara vem do norte muçulmano. Em 2012 acompanhou Ouattara e sua esposa durante uma audiência com o Papa Bento XVI.
Madtha sempre foi comprometido com os direitos humanos, diálogo e reconciliação nacional na Costa do Marfim.
Ambrose Madtha morreu em 8 de dezembro de 2012 como resultado de um acidente de carro no oeste do país em Biankouma, perto de Odienné. As circunstâncias não são claras.